# Chouette huhul
Strix huhula
Espèce
Synonymes
- Ciccaba huhula (Daudin, 1800)

Répartition géographique
Statut de conservation UICN

 LC  : Préoccupation mineure
Statut CITES
La Chouette huhul (Strix huhula) est une espèce d'oiseaux de la famille des Strigidae que l'on retrouve à l'état naturel en Amérique du Sud, essentiellement en Amazonie.

## Description
Chouette moyenne d'environ 34 cm de long pour un poids d'envrion 400 g. Une aile fait 24 à 28 cm de long,. Le plumage est noir. La calotte es finement tachetée de blanc, les ailes sont légèrement barrées de blanc et le poitrail est largement barré de fines bandes blanches. Les yeux sont noirs, permettant une meilleure vision la nuit, ils sont entourés d'un masque de plumes noires. La queue est barrée de 4 à 5 barres blanches. Le bec et les pattes sont jaune vif,.

## Cri
Le cri du mâle consiste en un enchaînement de trois à quatre notes gutturales de plus en plus fortes et aigües suivi d'une ou deux notes explosives. Le cri  de la femelle est plus aigu que celui du mâle. 

## Répartition et sous-espèces
D'après la classification de référence du Congrès ornithologique international (version 14.1, 2024), la Chouette huhul possède 2 sous-espèces (ordre phylogénique) :
- Strix huhula huhula Daudin, 1800 — Amazonie (notamment Igapo)
- Strix huhula albomarginata (Spix, 1824) — forêt atlantique (notamment la forêt ombrophile mixte)

## Mode de vie

### Habitat
La Chouette huhul vit dans les forêts humides, de plaine comme de montagne. Elle se retrouve aussi dans les pâturages et dans les plantations, notamment de bananes ou de café. Elle s'épanouie aussi dans les forêts de varzea,.

### Alimentation
La Chouette hulul se nourrit essentiellement d'insectes tels que les criquets, les mantes ou les coléoptères,de petits mammifères et d'autres petits vertébrés.
Elle reste perchée dans un arbre la journée et sort chasser dès le crépuscule et vit la nuit.

### Reproduction
La reproduction chez les Chouettes huhul est mal connue. Cependant, il semblerait qu'elle se reproduit dans des trous à l'interieur des arbres ou dans des souches d'arbres pourries. Des comportements de cour ont été observés à la fin mai, et la ponte observée vers septembre.

## Protection
La Chouette huhul bénéficie d'une protection totale sur le territoire français depuis l'arrêté ministériel du 17 avril 1981 relatif aux oiseaux protégés sur l'ensemble du territoire. L'espèce est inscrite à l'annexe I de la directive Oiseaux de l'Union européenne. Il est donc interdit de les détruire, les mutiler, les capturer ou les élever, de les perturber intentionnellement ou de les naturaliser, ainsi que de détruire ou enlever les œufs et les nids, et de détruire, altérer ou dégrader son milieu. Qu'elle soit vivante ou morte, il est aussi interdit de la transporter, colporter, de l'utiliser, de la détenir, de la vendre ou de l'acheter.